# Invariant adiabàtic
Una propietat d'un sistema físic, com l'entropia d'un gas, que es manté aproximadament constant quan els canvis es produeixen lentament s'anomena invariant adiabàtic. Amb això s'entén que si un sistema es varia entre dos punts extrems, a mesura que el temps de variació entre els punts finals s'incrementa fins a l'infinit, la variació d'un invariant adiabàtic entre els dos punts extrems passa a zero.
En termodinàmica, un procés adiabàtic és un canvi que es produeix sense flux de calor; pot ser lent o ràpid. Un procés adiabàtic reversible és un procés adiabàtic que es produeix lentament en comparació amb el temps per arribar a l'equilibri. En un procés adiabàtic reversible, el sistema està en equilibri en totes les etapes i l'entropia és constant. A la 1a meitat del segle xx, els científics que treballaven en física quàntica van utilitzar el terme "adiabàtic" per als processos adiabàtics reversibles i més tard per a qualsevol condició canviant gradualment que permetés al sistema adaptar la seva configuració. La definició de mecànica quàntica és més propera al concepte termodinàmic d'un procés quasiestàtic i no té cap relació directa amb els processos adiabàtics en termodinàmica.
En mecànica, un canvi adiabàtic és una lenta deformació de l'Hamiltonià, on la taxa de canvi fraccionari de l'energia és molt més lenta que la freqüència orbital. L'àrea tancada pels diferents moviments en l'espai de fases són els invariants adiabàtics.
En mecànica quàntica, un canvi adiabàtic és aquell que es produeix a un ritme molt més lent que la diferència de freqüència entre els estats propis d'energia. En aquest cas, els estats energètics del sistema no fan transicions, de manera que el nombre quàntic és un invariant adiabàtic.
L'antiga teoria quàntica es va formular equiparant el nombre quàntic d'un sistema amb el seu invariant adiabàtic clàssic. Això va determinar la forma de la regla de quantificació de Bohr-Sommerfeld: el nombre quàntic és l'àrea en l'espai de fase de l'òrbita clàssica.

## Termodinàmica
En termodinàmica, els canvis adiabàtics són aquells que no augmenten l'entropia. Es produeixen lentament en comparació amb les altres escales de temps característiques del sistema d'interès i permeten el flux de calor només entre objectes a la mateixa temperatura. Per a sistemes aïllats, un canvi adiabàtic no permet que la calor flueixi cap a dins o fora.

## Física del plasma
A la física del plasma hi ha tres invariants adiabàtics del moviment de partícules carregades.

### El primer invariant adiabàtic, μ
El moment magnètic d'una partícula que gira és{\displaystyle \mu ={\frac {\gamma m_{0}v_{\perp }^{2}}{2B}},}que respecta la relativitat especial. {\displaystyle \gamma } és el factor de Lorentz relativista, {\displaystyle m_{0}} és la massa de repòs, {\displaystyle v_{\perp }} és la velocitat perpendicular al camp magnètic, i {\displaystyle B} és la magnitud del camp magnètic.
{\displaystyle \mu } és una constant del moviment a tots els ordres en una expansió en {\displaystyle \omega /\omega _{c}}, on {\displaystyle \omega } és la velocitat dels canvis experimentats per la partícula, per exemple, a causa de col·lisions o de variacions temporals o espacials en el camp magnètic. En conseqüència, el moment magnètic es manté gairebé constant fins i tot per a canvis a velocitats properes a la girofreqüència. Quan {\displaystyle \mu } és constant, l'energia de la partícula perpendicular és proporcional a {\displaystyle B}, de manera que les partícules es poden escalfar augmentant {\displaystyle B}, però aquest és un acord "únic" perquè el camp no es pot augmentar indefinidament. Troba aplicacions en miralls magnètics i ampolles magnètiques.

### El segon invariant adiabàtic,J
L'invariant longitudinal d'una partícula atrapada en un mirall magnètic,{\displaystyle J=\int _{a}^{b}p_{\parallel }\,ds,}on la integral es troba entre els dos punts d'inflexió, també és un invariant adiabàtic. Això garanteix, per exemple, que una partícula de la magnetosfera que es mou al voltant de la Terra sempre torna a la mateixa línia de força. La condició adiabàtica es viola en el bombeig magnètic en temps de trànsit, on la longitud d'un mirall magnètic oscil·la a la freqüència de rebot, donant lloc a un escalfament net.

### El tercer invariant adiabàtic, Φ
El flux magnètic total {\displaystyle \Phi } tancat per una superfície de deriva hi ha el tercer invariant adiabàtic, associat amb el moviment periòdic de partícules atrapades en miralls que es desplacen al voltant de l'eix del sistema. Com que aquest moviment de deriva és relativament lent, {\displaystyle \Phi } sovint no es conserva en aplicacions pràctiques.